# Heliophanus aberdarensis
Heliophanus aberdarensis là một loài nhện trong họ Salticidae.
Loài này thuộc chi Heliophanus. Heliophanus aberdarensis được Wanda Wesołowska miêu tả năm 1986.